# Obaichthyidae
Die Obaichthyidae sind eine ausgestorbene Gruppe von Raubfischen die mit den rezenten Knochenhechten (Lepisosteidae) verwandt ist. Sie kam in der Kreidezeit in Südamerika und Afrika vor. Die Familie wurde erst 2010 durch den amerikanischen Biologen und Paläontologen Lance Grande beschrieben, nachdem bei Untersuchungen von Fossilfunden aus der nordost-brasilianischen Santana-Formation, bei denen durch Säurepräparation auch kleinste morphologische Details zu erkennen waren, festgestellt wurde, das sich die basalen Knochenhechtartigen mehr von den heutigen Knochenhechten unterscheiden als bisher angenommen. Mit der Aufstellung der Familie sind die Knochenhechtartigen (Lepisosteiformes) nicht mehr monotypisch.

## Merkmale
Von den Knochenhechten unterscheiden sich die Obaichthyidae vor allem durch ein primitiveres Arrangement der Knochen des Dermatocraniums. Im Unterschied zu diesen besitzen sie ein gut entwickeltes Interoperculare (unterer Kiemendeckelknochen) und einen zusätzlichen Knochen zwischen den paarigen Exoccipitalknochen (Hinterhauptknochen).

## Gattungen und Arten
Es gibt zwei Gattungen mit jeweils zwei Arten:
- Obaichthys Wenz & Brito, 1992
  - Obaichthys decoratus Wenz & Brito, 1992 (Santana-Formation)
  - Obaichthys africanus Grande, 2010
- Dentilepisosteus Grande, 2010 
  - Dentilepisosteus laevis (Wenz & Brito, 1992) (Santana-Formation)
  - Dentilepisosteus kemkenensis Grande, 2010